# Прохор (Кидон)
Прохор Кидон (греч. Πρόχορος Κυδώνης, лат. Prochorus Cydonius; ок. 1333, Салоники — ок. 1370, Афон) — византийский монах-богослов, гуманист, переводчик. Брат Димитрия Кидона.

## Биография
В молодости стал монахом Лавры Святого Афанасия на Афоне, позднее был рукоположен в иеромонахи.

### Богословские взгляды
Являлся сторонником культурологического латинофильства: владел латинским языком, является автором переводов на греческий язык сочинений Августина, Боэция и Фомы Аквинского.

#### Главный труд
Главный труд Прохора — богословский трактат «О сущности и энергии», написанный под влиянием идей Фомы Аквинского. Рассматривая вопрос о соотношении Божьей сущности и её свойств, Прохор отвергает идею паламитов (последователей Григория Паламы) о разделении Бога на сущность и свойство и утверждает, что «Бог не имеет энергию физическую и субстанциональную, но только сущность». В отличие от паламитов, строивших аргументацию на текстах Библии, выступает за идущие от разума доказательства, основанные на силлогизмах Аристотеля.

### Изгнание с Афона
За свои взгляды решением Константинопольского собора 1368 года был лишён сана, анафематствован и изгнан с Афона.

## Критика
Бывший византийский император Иоанн VI Кантакузин оставил сочинение «Опровержение Прохора Кидона».